# Шафраново (Альшеєвський район)
Шафра́ново (рос. Шафраново, башк. Шафран) — село (колишнє смт) у складі Альшеєвського району Башкортостану, Росія. Адміністративний центр Шафрановської сільської ради.
20 липня 2005 року до складу села було включено присілки 1490 км, Роз'їзда Мендян та Санаторія № 3.
Населення — 2362 особи (2010; 2620 в 2002).
Національний склад:
- татари — 85 %

## Відомі особистості
В поселенні народилися:
- Аскаров Салават Ахметович (1946—2009) — башкирський оперний співак.
- Гіззатуллін Рустам Ханіфович (* 1974) — російський співак, композитор.